# Geniedirektionsgebäude

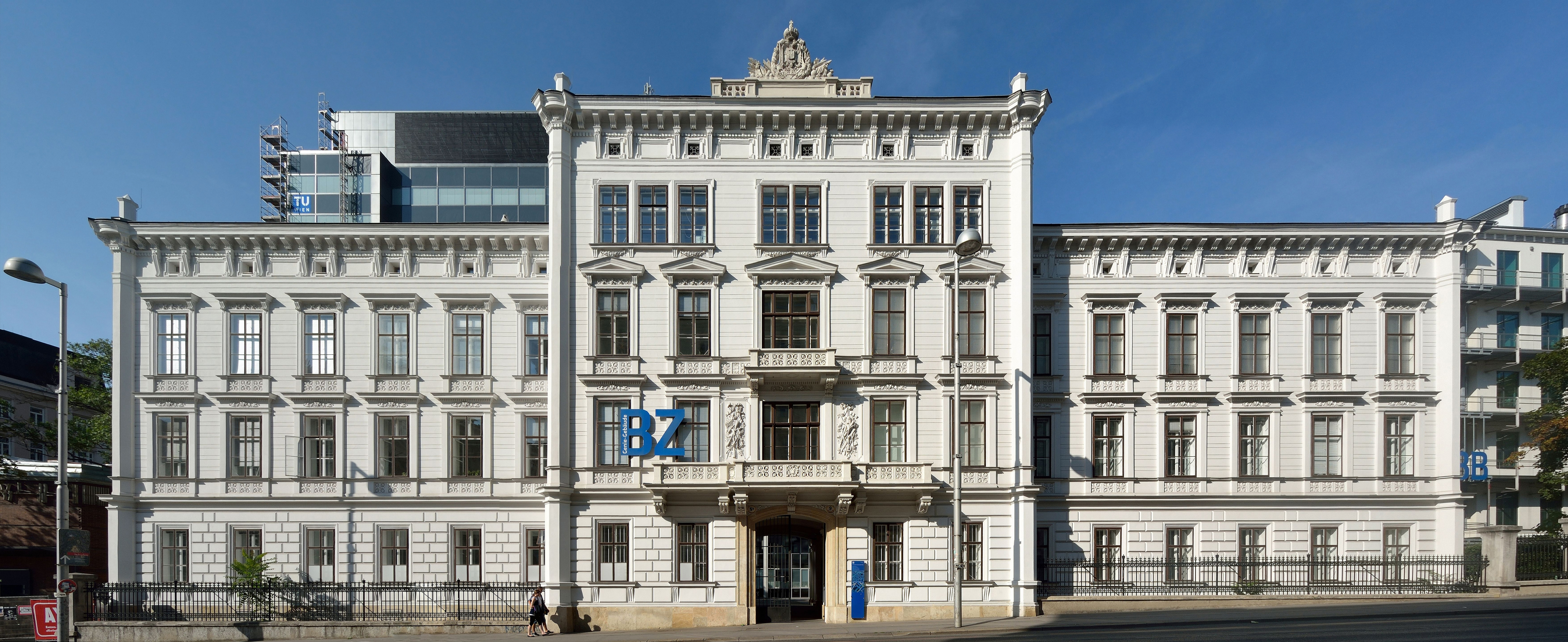
Ehemalige Geniedirektion

Das Geniedirektionsgebäude, später in Technisches Militärkomitee umbenannt, befindet sich im 6. Wiener Gemeindebezirk am Getreidemarkt 9.
Erbaut wurde das Geniedirektionsgebäude auf dem Grundstück des ehemaligen Jesuitenhofs in der Vorstadt Laimgrube für Zwecke des Geniewesens zwischen 1862 und 1864. Es handelt sich um einen nüchternen dreigeschoßigen Zweckbau.
1868 wurde das Geniewesen mit dem Artilleriekomitee vereint und so widmete das Gebäude dem k.u.k. Technischen Militärkomitee. Im Laufe der Zeit wurde es immer wieder durch Zubauten erweitert.
Ab 1880 befand sich an der Rückseite des Technischen Militärkomitees die k.u.k. Kriegsschule in der Lehargasse 4.
Die militärische Nutzung endete mit dem Zusammenbruch der Monarchie. Nachdem das Gebäude gemeinsam mit der ehemaligen Kriegsschule für die Zwecke der Technischen Hochschule (Technische Universität Wien) adaptiert worden war, wurde es am 25. März 1927 eröffnet. Dies geschah wesentlich auf Betreiben von Max Bamberger, woran im Gebäudeeingang eine Gedenktafel erinnert.
Beginnend mit Sommer 2011 wurde das Gebäude generalsaniert und den Bedürfnissen der aktuellen universitären Nutzung angepasst. Unter anderem wurden die historischen Kastenfenster saniert und die Trockenlegung des Kellergeschoßes abgeschlossen. Im Erdgeschoß entstanden neue Räume für die Fachschaft Technische Chemie. Die Arbeiten wurden 2012 beendet und danach übersiedelten Teile der Institute für Verfahrenstechnik, der Umwelttechnik und der Technischen Biowissenschaften in das sanierte Gebäude.
Dahinter wurde zwischen 1965 und 1970 das „Chemie-Hochhaus“ nach Plänen von Karl Kupsky errichtet.